# 위키레이싱
위키레이싱(Wikiracing)은 플레이어가 내부 링크만 사용하여 특정 위키백과 문서에서 다른 문서로 건너가기 위해 경쟁하는 게임이다. The Wikipedia Game, Wikipedia Maze, Wikispeedia, Wikiwars, Wikipedia Ball, Litner Ball, Wikipedia Racing, Wikipedia Speedrunning 등 다양한 변형과 이름이 있다. 게임을 용이하게 하기 위해 외부 웹사이트가 만들어졌다.
시애틀 타임즈(Seattle Times)는 위키레이싱을 아이들을 위한 좋은 교육적 오락으로 추천했고 라치몬트 가젯(Larchmont Gazette)은 "좋은 독서를 위해 백과사전 앞에 웅크리고 있는 10대를 알지는 못하지만 위키백과 게임을 플레이하는 과정에서 많은 사람들이 백과사전을 읽고 있다고 들었다."고 말했다.
어메이징 위키 레이스(Amazing Wiki Race)는 테크 올림픽스(TechOlympics)와 예일 프레시맨 올림픽스(Yale Freshman Olympics)의 이벤트였다.
영어 위키백과 문서와 영국 문서를 분리하는 평균 링크 수는 3.67개이다. 따라서 때때로 게임에서 금지되기도 했다. 미국 페이지를 사용하지 않는 것과 같은 다른 일반적인 규칙은 게임의 난이도를 높인다.
2005년 현재 더 위키 게임(The Wiki Game)으로 알려진 웹 사이트와 게임이 생성되어 플레이어가 서버에서 더 많은 포인트와 인식을 위해 서버에서 서로 위키레이스를 할 수 있다. 이 게임은 Game Grumps와 같은 인터넷 스타가 자신의 채널에서 플레이하면서 더 많은 인지도를 얻었다. 앱 스토어에도 플레이어가 휴대폰에서 다양한 위키레이스 스타일을 수행할 수 있는 버전이 있다.

## 같이 보기
- 크라우드소싱
- 게임화
- 위키백과 공동체